# Courcelles-sur-Vesle
Courcelles-sur-Vesle è un comune francese di 342 abitanti situato nel dipartimento dell'Aisne della regione dell'Alta Francia.

## Società

### Evoluzione demografica
Abitanti censiti